# Hokej na travi na Sveafričkim igrama 1999.
Hokej na travi na Sveafričkim igrama 1999. hokeju na travi za muške 1999. se održao u JAR-u, u Johannesburgu.
Održao se u razdoblju od 10. do 19. rujna 1999.

## Muški turnir

### Natjecateljski sustav
Hokej na travi je po četvrti put bio na programu Sveafričkih igara. 

### Konačni poredak
| Mj. | Država   |
| --- | -------- |
| 1.  | JAR      |
| 2.  | Egipat   |
| 3.  | Kenija   |
| 4.  | Zimbabve |
| 5.  | Gana     |
| 6.  | Malavi   |

## Ženski turnir

### Natjecateljski sustav
Hokej na travi za žene je po drugi put bio na programu Sveafričkih igara. Natjecanje se degradiralo na natjecanje bez odličja nakon što je nigerijska ženska reprezentacija u hokeju na travi ispala iz turnira.

### Konačni poredak
| Mj. | Država   |
| --- | -------- |
| 1.  | JAR      |
| 2.  | Zimbabve |
| 3.  | Kenija   |
| 4.  | Namibija |